# Garbolc
Garbolc is een plaats (község) en gemeente in het Hongaarse comitaat Szabolcs-Szatmár-Bereg. Garbolc telt 135 inwoners (2001).